# Die Glocke

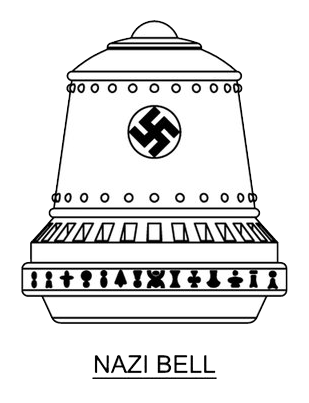
Ilustración de "Die Glocke".

Die Glocke ("La Campana", en alemán) era un supuesto aparato de investigación científica o una supuesta Wunderwaffe ("arma maravillosa") nazi. Fue descrita por el periodista y escritor polaco Igor Witkowski en Prawda o Wunderwaffe (2000), siendo popularizada más tarde por el periodista militar y escritor Nick Cook, así como por Joseph P. Farrell y otros autores que la asocian con el ocultismo nazi e investigaciones sobre antigravedad y energía libre.
Según el artículo de Patrick Kiger publicado en la revista National Geographic, Die Glocke se ha vuelto un popular tema de especulación, existiendo un fandom alrededor de esta y otras supuestas Wunderwaffen nazis. Investigadores como el científico aeroespacial retirado David Myhra se muestran escépticos ante la existencia de semejante aparato.

## Historia

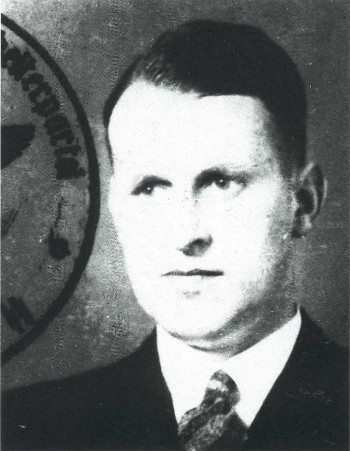
Hans Kammler.

La discusión sobre La Campana se originó a partir de la obra de Igor Witkowski. En su libro de 2000 en polaco Prawda o Wunderwaffe (La verdad sobre las Wunderwaffe, reimpreso en alemán como Die Wahrheit über die Wunderwaffe), la menciona como "La Campana nazi". Witkowski escribió que había descubierto la existencia de La Campana leyendo las transcripciones del interrogatorio del oficial del Waffen-SS Jakob Sporrenberg. Según Witkowski, en agosto de 1997 un anónimo contacto del servicio secreto polaco que decía tener acceso a documentos del gobierno sobre armas secretas nazis le mostró las transcripciones supuestamente clasificadas.
Witkowski afirma que solamente le permitió transcribir los documentos y no se le permitió hacer copia alguna. A pesar de que no hay evidencia sobre la veracidad de las declaraciones de Witkowski, estas alcanzaron una mayor audiencia cuando fueron nuevamente relatadas por el escritor británico Nick Cook, que añadió sus propios puntos de vista a las afirmaciones de Witkowski en The Hunt for Zero Point.
Cook describió las afirmaciones de Witkowski de un dispositivo llamado "la Campana" diseñado por científicos nazis. Este era "un artilugio brillante y giratorio" que se rumoreaba que tenía "algún tipo de efecto antigravitacional", que era una "máquina del tiempo" o parte de una "programa antigravedad de las SS" para un platillo volante llamado "Repulsine". Cook propuso que un oficial de las SS llamado Hans Kammler había intercambiado en secreto esta tecnología con el ejército de los Estados Unidos a cambio de su libertad.
Jason Colavito escribió que las afirmaciones de Witkowski fueron "recicladas" a partir de rumores de la década de 1960 sobre ocultismo nazi que fueron publicados en El retorno de los brujos, describiendo a La Campana como "un aparato que pocas personas fuera de la cultura marginal creen que existió. En resumen, parece ser un engaño o al menos una gran exageración".

## Descripción
Supuestamente era un experimento llevado a cabo por científicos de la Alemania nazi que trabajaban para el SS en una instalación conocida como Der Riese (El Gigante, en alemán), cerca de la mina Wenceslaus y próxima a la frontera checa. La Campana es descrita como un aparato "hecho de un metal duro y pesado", con un diámetro aproximado de 2,7 m y una altura entre 3,7 m y 4,6 m, teniendo una forma similar a la de una gran campana. Según la entrevista que Cook le hizo a Witkowski, este aparato contenía dos cilindros contrarotativos que serían "llenados con una sustancia parecida al mercurio, de color violeta". Este líquido metálico tenía el nombre clave de "Xerum 525" y era "almacenado en un termo alto y delgado, de un metro de alto y encapsulado en plomo". Se dice que en los experimentos se empleaban sustancias adicionales, mencionadas como Leichtmetall (metal ligero, en alemán), "inclusive peróxidos de torio y berilio". Witkowski describe que cuando La Campana era activada, tenía un radio de acción de 150 m a 200 m. Dentro de su radio de acción, se formaban cristales sobre los tejidos celulares animales, la sangre se gelificaba y separaba, mientras que las plantas se descomponían en una sustancia similar a la grasa. Witkowski también dijo que cinco de los siete científicos que originalmente trabajaban en el proyecto murieron durante las pruebas del aparato. Basándose en ciertos indicios externos, Witkowski afirma que las ruinas de una estructura de hormigón -apodada "El Henge"- en las cercanías de la mina Wenceslas (50°37′43″N 16°29′40″E / 50.62861, 16.49444), a unos 3,1 km al sureste del principal Complejo Sokolec de las obras subterráneas del Proyecto Riese, pudo haber servido como una plataforma de pruebas para un experimento sobre "propulsión antigravitatoria" generada con La Campana. Sin embargo, la estructura abandonada también ha sido interpretada como los restos de una convencional torre de enfriamiento industrial.
Las declaraciones de Witkowski junto a los puntos de vista de Cook impulsaron más conjeturas sobre el aparato por parte de varios autores estadounidenses, inclusive Joseph P. Farrell, Jim Marrs y Henry Stevens. En su libro Hitler's Suppressed and Still-Secret Weapons, Science and Technology (2007), Stevens concluye que la sustancia de color violeta parecida al mercurio descrita por Witkowski solo podía ser 
yoduro de mercurio o mercurio rojo porque el mercurio normal "no tiene compuestos fluidos según la sabiduría convencional". Stevens presenta un relato atribuido al científico alemán Otto Cerny, que se lo contó a Greg Rowe hacia 1961 (cuando tenía 13 años), según el cual un espejo cóncavo sobre un aparato que tiene una descripción similar a La Campana, ofrecía la capacidad de ver "imágenes del pasado" durante su operación.

## Supuestos paraderos
Witkowski especuló que La Campana llegó a un "país sudamericano pronazi". Por otra parte, Cook especula que fue llevada a Estados Unidos como parte del trato hecho con el General SS Hans Kammler. Farrell especuló que fue recuperada como parte del incidente ovni de Kecksburg. Esta última teoría fue dramatizada en 2009 por el Discovery Channel y nuevamente en 2011 por la serie Alienígenas Ancestrales de History Channel.
También hay teorías que afirman que es posible que el artefacto siga desaparecido oxidándose en algún lugar de Der Riese tras algunos montones de escombro, estas especulaciones están fundadas en testimonios de los miembros de las SS que tuvieron parte en otros proyectos secretos nazis,  pero se carece de pruebas para corroborar la misma.